# Obermus
Obermus – słodki staropolski deser przygotowywany na bazie przetartych migdałów z dodatkiem wina i cynamonu. Całość wypiekana jest w małych foremkach. Potrawa wspomniana po raz pierwszy w Compendium Ferculorum.
Podstawowe składniki: migdały, cukier, wino białe gronowe, cynamon, cukier puder.
Migdały należy najpierw sparzyć wrzątkiem i oczyścić z brązowego naskórka. Następnie rozbić na miazgę w moździerzu z dodatkiem cukru. Całość rozcieńczyć winem. Tak przygotowane składniki wlać do żaroodpornego naczynia posypane cynamonem.
Wstawić do rozgrzanego piekarnika w temperaturze 180 °C. Piec do zrumienienia, wyjąć i posypać cukrem pudrem.